# Diseño básico
El diseño básico es la disciplina central del diseño y sirve para enseñarlo de manera concreta a una audiencia de diseñadores potenciales: reequilibra "la relación entre los componentes estéticos, tecnológicos y científicos en la disciplina y en la profesión"; entrelaza íntimamente la propedéutica (es decir, la práctica de enseñar un saber hacer) y la fundamentación disciplinar (es decir, el pensamiento teórico y metodológico que las sustenta); es el lugar donde convergen y se vinculan la investigación formal y expresiva, el diseño y, por supuesto, la docencia.
El diseño básico es la teoría de la configuración, diferenciada de la teoría de la representación o de la teoría de la representación esquemática. Esta es la disciplina básica de las escuelas de diseño; de entre las más conocidas están, la Bauhaus de Weimar y la Hochschule für Gestaltung de Ulm.
El diseño básico es un conjunto de fundamentos teóricos destinados a dar "forma" a los objetos, proporcionando esa seguridad formal que, según se cree, diferencia a los diseñadores que la dominan de los que la ignoran.
En el diseño básico, la enseñanza transmite y, al mismo tiempo, genera el corpus de conocimientos. Este último se destila en ejercicios, literalmente paradigmáticos, ejemplarizantes, que son “la generalización, la simplificación de un problema recurrente de diseño”.
La disciplina es rigurosa, pero al mismo tiempo viva y metamórfica, en constante evolución: se adapta a las diferentes necesidades del diseño y encuentra su matiz más tecnológico en el diseño básico de interacción.

## Teóricos del diseño básico
- Pablo Klee
- Johannes Itten
- Wassily Kandinsky
- Tomás Maldonado
- Bruno Munari
- Juan Anceschi